# München
München ([ˈmʏnçən]; Beiers: Minga) is de hoofdstad en grootste stad van de Duitse deelstaat Beieren en met 1.488.202 inwoners (31 december 2020) de op twee na grootste stad van Duitsland. München is een kreisfreie Stadt en behoort tot de belangrijkste economische en culturele centra in de Bondsrepubliek.

## Geschiedenis

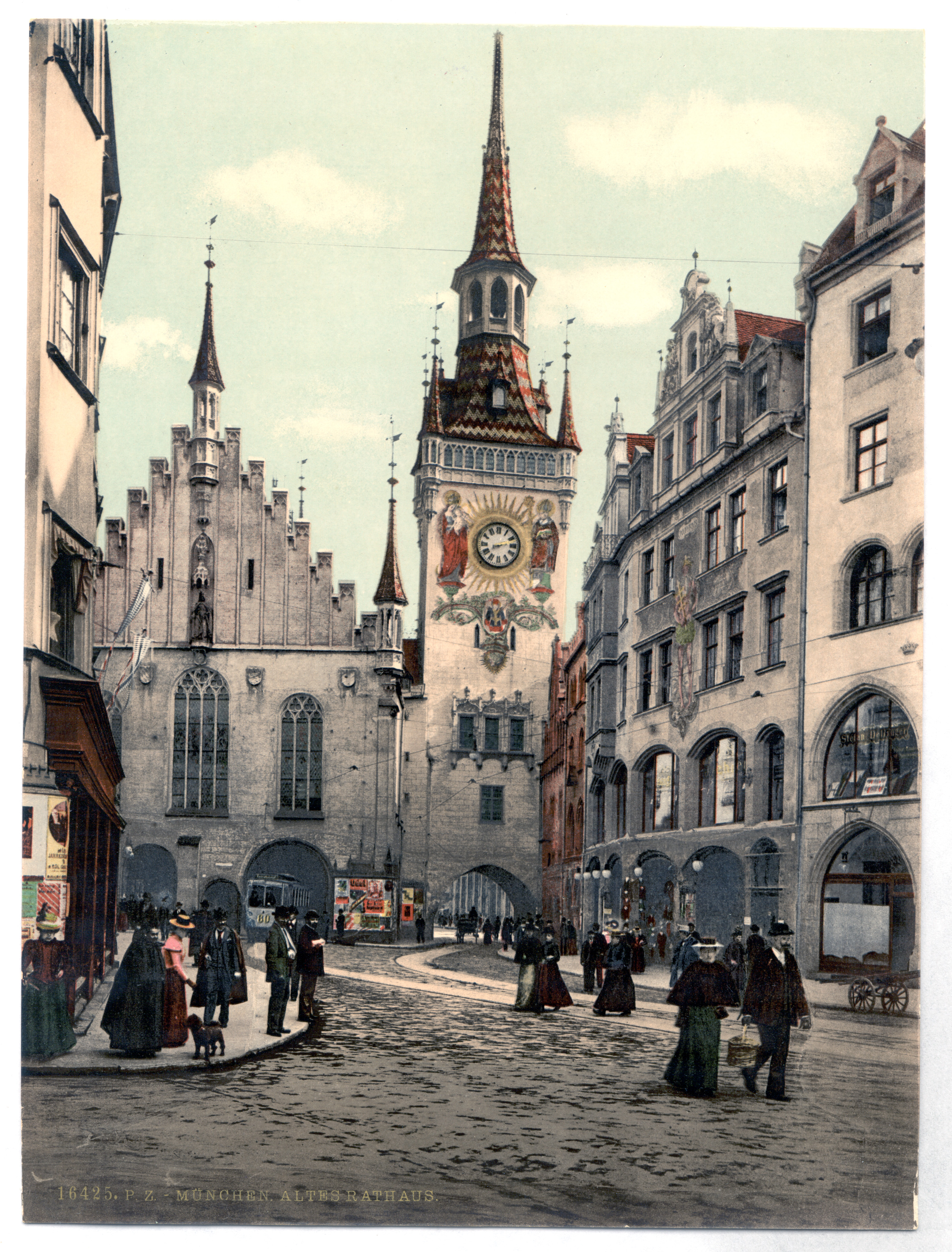
Ansichtkaart van München aan het eind van de 19e eeuw

De stad werd in 1158 gesticht door hertog Hendrik de Leeuw, als handelspost nabij een klooster (Münichen). In 1253 resideerden de vanuit Landshut en Regensburg overgekomen Beierse hertogen hier. Door het bouwen van een brug over de Isar wisten ze de bisschoppen van Freising en het gelijknamige prinsbisdom te beconcurreren.
In de periode na de Eerste Wereldoorlog werd de stad het toneel van politieke onrust. In de strijd tussen links en rechts was even sprake van een socialistische, zogenoemde radenrepubliek, maar uiteindelijk werd München de plaats waar de NSDAP van Adolf Hitler ontstond en groot werd. Adolf Hitler hield regelmatig toespraken in de bierkelders van de stad. In 1923 vond onder zijn leiding een 'putsch' plaats, bekend als "Bierkellerputsch". Deze poging tot machtsovername strandde nabij de Odeonsplatz. De plek wordt gemarkeerd door een bronzen gedenkteken, waarop de namen van vier gesneuvelde Beierse politiemensen staan gegraveerd. In de naziperiode werden op dezelfde plek juist de zestien gesneuvelde putschisten geëerd met een gedenkteken.
Op 6 juni 1931 werd het grote museum Münchner Glaspalast door een brand volledig verwoest. Hierbij gingen 3.000 kunstvoorwerpen, waaronder schilderijen van beroemde 19e-eeuwse en vroeg-20e-eeuwse meesters, onder wie Caspar David Friedrich, verloren; duizend andere werken werden beschadigd.
Voor en tijdens de Tweede Wereldoorlog vestigde de NSDAP hier zijn hoofdkwartier. In München bevinden zich nog verschillende bekende 'nazigebouwen', zoals de zogenaamde Führerbau op de Königsplatz en het voormalige Haus der Deutschen Kunst, dat het Glaspalast moest vervangen, aan de Prinzregentenstrasse.
In 1938 vond in München de beruchte Conferentie van München plaats, waarbij door nazi-Duitsland, Italië, het Verenigd Koninkrijk en Frankrijk buiten aanwezigheid van Tsjecho-Slowakije werd bepaald dat het Tsjechische Sudetenland aan Duitsland werd toegewezen.
Aan het eind van de Tweede Wereldoorlog was de stad voor een groot deel platgebombardeerd. Bij de wederopbouw na de oorlog werd besloten het historische centrum in oude luister te herstellen.
In 1972 vonden in München de zeventiende Olympische Spelen plaats, die werden overschaduwd door een Palestijnse terreuraanslag op de Israëlische sportploeg.

## Geografie

### Klimaat
| Maand                                          | jan   | feb   | mrt   | apr  | mei   | jun   | jul   | aug   | sep  | okt  | nov   | dec   | Jaar  |
| ---------------------------------------------- | ----- | ----- | ----- | ---- | ----- | ----- | ----- | ----- | ---- | ---- | ----- | ----- | ----- |
| Hoogste maximum (°C)                           | 18,9  | 21,4  | 24,0  | 32,2 | 31,8  | 35,2  | 37,5  | 37,0  | 31,8 | 28,2 | 24,2  | 21,7  | 37,5  |
| Gemiddeld maximum (°C)                         | 4,0   | 5,6   | 10,1  | 15,2 | 19,4  | 22,9  | 24,9  | 24,7  | 19,6 | 14,5 | 8,2   | 4,8   | 14,5  |
| Gemiddelde temperatuur (°C)                    | 0,9   | 1,9   | 5,7   | 10,2 | 14,3  | 17,8  | 19,6  | 19,4  | 14,7 | 10,1 | 4,9   | 1,8   | 10,1  |
| Gemiddeld minimum (°C)                         | −1,8  | −1,4  | 1,7   | 5,3  | 9,3   | 12,9  | 14,7  | 14,5  | 10,4 | 6,5  | 2,1   | −0,8  | 6,1   |
| Laagste minimum (°C)                           | −22,2 | −25,4 | −16,0 | −6,0 | −2,3  | 1,0   | 6,5   | 4,8   | 0,6  | −4,5 | −11,0 | −20,7 | −25,4 |
|                                                |       |       |       |      |       |       |       |       |      |      |       |       |       |
| Neerslag (mm)                                  | 52,0  | 46,0  | 61,0  | 56,0 | 107,0 | 121,0 | 119,0 | 116,0 | 78,0 | 67,0 | 58,0  | 59,0  | 940,0 |
| Bron: Wetter und Klima München - wetterlabs.de |       |       |       |      |       |       |       |       |      |      |       |       |       |

### Stadsdelen
München bestaat sinds 1992 uit 25 stadsdelen (Stadtbezirke):

## Economie
München is een internationaal centrum van industrie, wetenschap, innovatie en onderzoek, dat wordt geïllustreerd door de aanwezigheid van twee onderzoeksuniversiteiten en meerdere wetenschappelijke instituten in de stad en haar omgeving. München herbergt het hoofdkwartier van multinationale ondernemingen en haar economie is gebaseerd op hightech, auto's, de dienstensector en creatieve industrieën, evenals onder meer IT, biotechnologie, industrie en elektronica.
In München zijn de hoofdkantoren gevestigd van onder meer Allianz, BMW, FlixMobility, HypoVereinsbank, Infineon, MAN SE, MTU Aero Engines, Münchener Rück, Osram, Rohde & Schwarz, Siemens AG, The Linde Group, Wacker Chemie en BSH Home Appliances (holding van Bosch).

## Cultuur

### Bezienswaardigheden

#### Kerken
- De Frauenkirche (Vrouwenkerk), de hoofdkerk van München, gebouwd tussen 1468-1488 door architect Jörg von Halsbach, ook Ganghofer genoemd, met fraaie westtorens. Ook het interieur is bezienswaardig. De kerk is hoofdmonument van de Beierse bouwkunst.
- De Asamkerk, gebouwd in 1733 door de gebroeders Asam.
- De Theatinerkirche, is gebouwd tussen 1663-1688 met 18e-eeuwse gevel. Hier bevinden zich in een crypte de graven van de adellijke familie Wittelsbach, die Beieren honderden jaren geregeerd hebben.
- De Sint Michaelskerk uit de 16e eeuw met verschillende praalgraven. Koning Lodewijk II is hier bijgezet in de crypte.

#### Overige monumenten
- De zogenaamde Residenz of Residentie van München, stadsresidentie van het Beierse Hof uit de 17e eeuw in classicistische stijl.
- Het nieuwe stadhuis van München (1867-1908), met zijn opmerkelijke klokkenspel op de Marienplatz.
- De zomerkastelen van de Beierse vorsten: Slot Nymphenburg en Slot Schleissheim.
- Bayerische Staatskanzlei

#### Musea

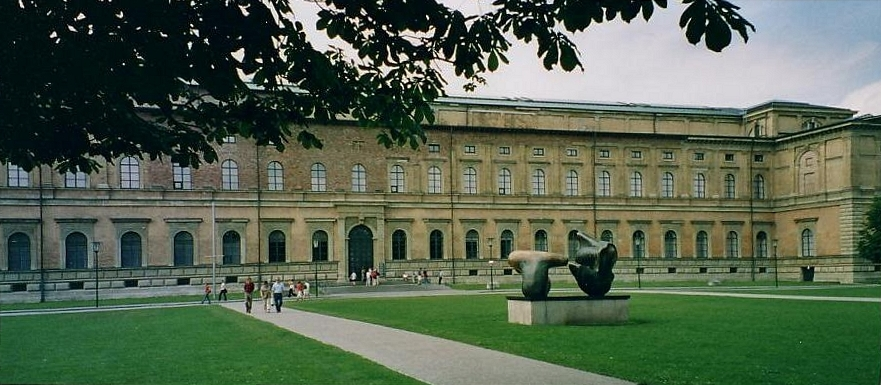
De Alte Pinakothek

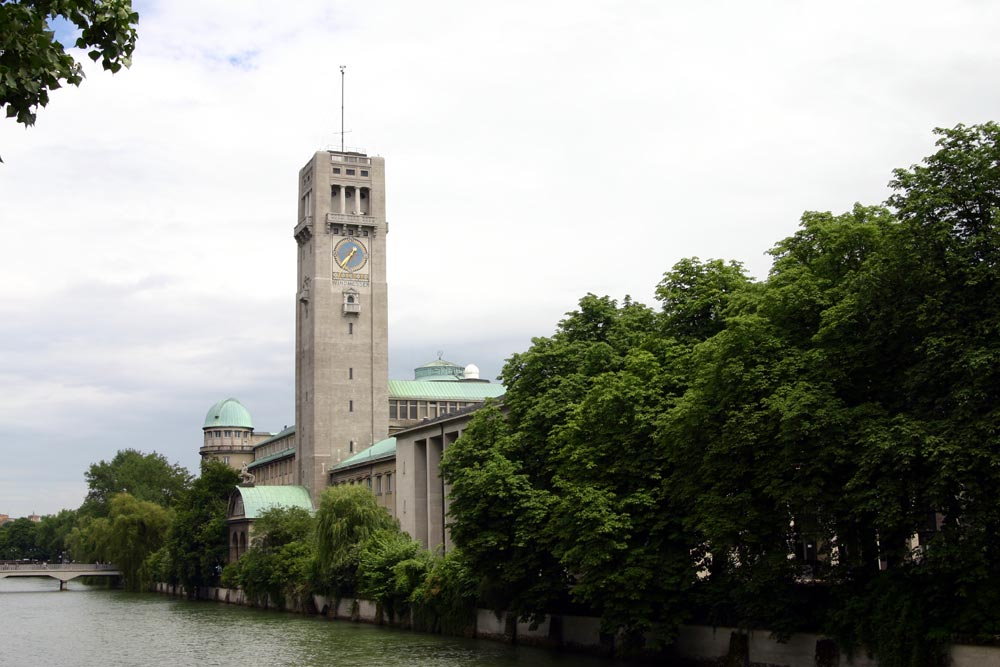
Het Deutsches Museum

- Kunstareal München waar zich een concentratie van musea bevindt:
  - Alte Pinakothek
  - Neue Pinakothek
  - Pinakothek der Moderne
  - Beeldenpark van de Pinakotheken München
  - Staatliche Graphische Sammlung
  - Städtische Galerie im Lenbachhaus
  - Glyptothek München

Overige musea:
- Beiers Nationaal Museum
- BMW Museum
- Botanischer Garten München-Nymphenburg
- Museum Brandhorst
- Deutsches Museum
- Haus der Kunst
- Jüdisches Museum
- Kunsthalle der Hypo-Kulturstiftung
- Münchner Stadtmuseum
- Rockmuseum Munich
- Staatliches Museum Ägyptischer Kunst
- Staatliches Museum für Völkerkunde

### Alternatieve cultuur
De wijk Schwabing ten noorden van het centrum is van oudsher een buurt, waar "alternatieve", van de traditionele normen en smaak afwijkende, vaak ook anarchistische kunstenaars en musici een plek hebben gevonden. De wijk was vroeger, voor de Tweede Wereldoorlog, beroemd vanwege de jazzcafés en de bohemienachtige artiesten-scene, maar ook berucht vanwege de prostitutie. Deze ietwat rebelse sfeer heerst er nog steeds enigszins.

### Evenementen
München is bekend vanwege een aantal jaarlijks terugkerende evenementen.
- Eind juni wordt het filmfestival van München gehouden. Na de Berlinale is dit het belangrijkste filmfestival van Duitsland.
- Van half september tot begin oktober vindt op de Theresienwiese het bekende Oktoberfest plaats. Toeristen uit de hele wereld komen op dit grootste bierevenement ter wereld af.
- Gedurende de adventstijd vindt een grote kerstmarkt plaats, met op de Stephansplatz een speciale variant voor homoseksuelen onder de naam Pink Christmas.[2]

### Gastronomie
Een bekende worstspecialiteit, die ook in andere delen van Beieren verkrijgbaar is, is de Weißwurst. De Münchener Weißwurst, naar recept van 1857, wordt gegeten met een zoete mosterd, aangeduid als Süßer Senf, bayerischer of ook nog Weißwurstsenf, geconsumeerd samen met een andere specialiteit, de brezel of broodkrakeling. Leberkäse is een boterhamworst waar noch lever noch kaas in de bereiding voorkomen. De verwijzing naar kaas ligt eerder in de vorm van de bereiding.
Daarnaast zijn er ook Auszogne gebakjes en is er ook de Prinzregententorte, een taart met acht dunne biscuitlagen met tussenliggende chocoladebotercrème, in München prominent aanwezig, vernoemd naar prins-regent Luitpold van Beieren.
München is ook een bierhoofdstad en het Münchner Bier is een verzamelnaam voor bier gebrouwen volgens het oorspronkelijk eerst in München vastgelegde Reinheitsgebot. Het gaat om de brouwerijen Augustiner Bräu, Spaten-Franziskaner-Bräu, Hacker-Pschorr, Paulaner Brauerei, Staatliches Hofbräuhaus en Löwenbräu.

### Sport

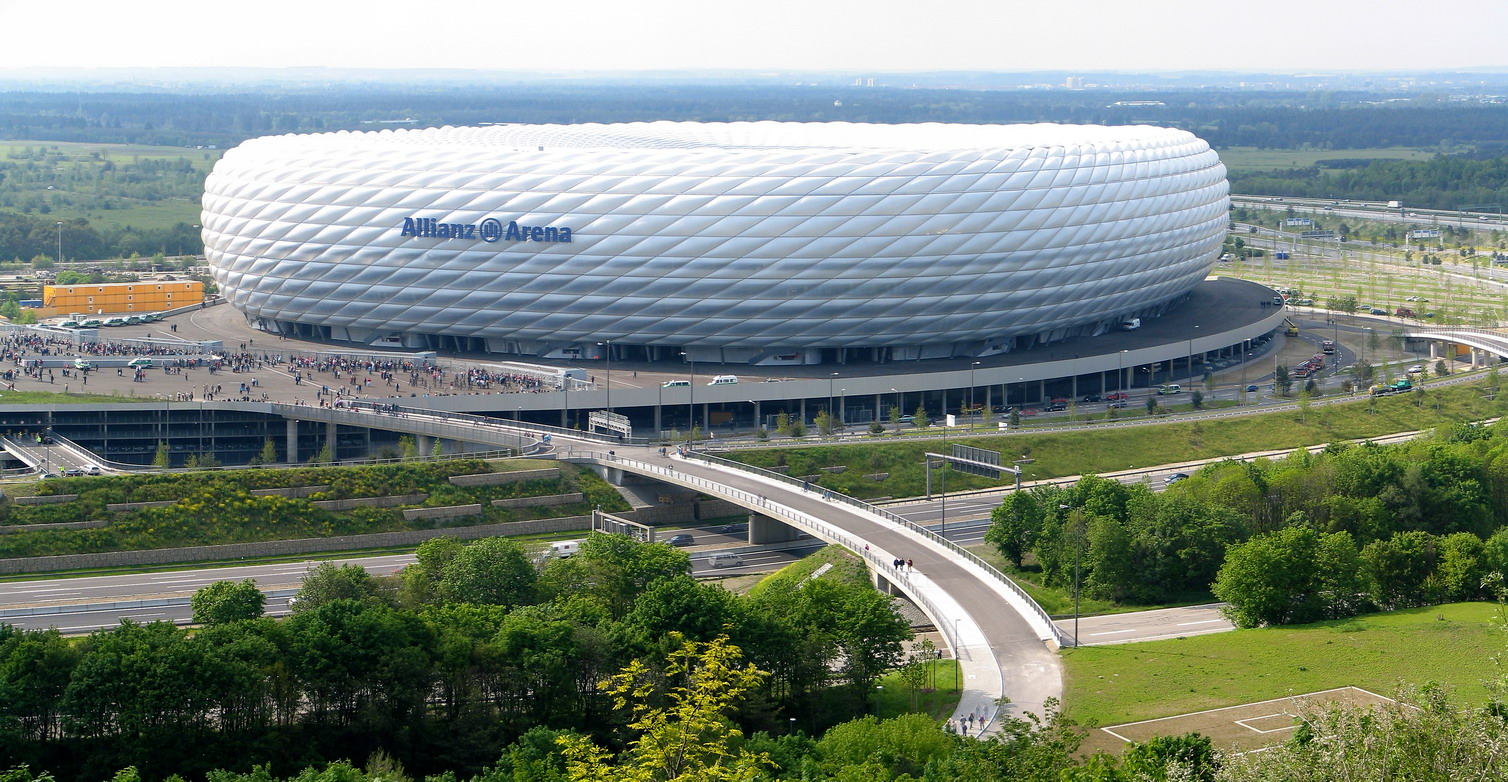
De Allianz Arena, de thuishaven van FC Bayern München

In 1972 organiseerde München de Olympische Zomerspelen, die overschaduwd werden door een gijzelingsdrama dat er plaatsvond. Negen Israëlische atleten werden gegijzeld door een groep Palestijnse terroristen. Tijdens de overval op de atleten werden twee sporters gedood. Bij een mislukte bevrijdingsactie kwamen ook alle gegijzelde atleten om het leven.
FC Bayern München is een van de succesvolste voetbalclubs ter wereld. De Duitse recordkampioen speelt in de Bundesliga met als thuisbasis de Allianz Arena. Dit stadion wordt ook gebruikt door TSV 1860 München, dat echter nadat het in 2017 degradeerde naar de 3. Liga de proflicentie niet meer kon betalen en zo gedwongen werd om bij de amateurs te gaan spelen. In de begindagen van het Duitse voetbal stelde de club niet zo veel voor. Samen met TSV 1860 en FC Wacker München. Voor de invoering van de Gauliga kon Bayern twee keer, en Wacker één keer kampioen worden van Zuid-Duitsland, wel werden ze ook in 1932 landskampioen. Ten tijde van de Gauliga Bayern en Oberliga Süd kon enkel TSV 1860 een titel winnen. Door de regionale titel van TSV in 1963 zorgde de club er zelfs voor de Bayern geweigerd werd voor de nieuwe Bundesliga, waarin slechts één team per stad toegestaan werd in het eerste seizoen. TSV werd nog landskampioen in 1966, maar drie jaar later werd ook Bayern kampioen en hierna groeide de club al snel uit tot een van de topteams van Duitsland.
München was speelstad bij het WK voetbal van 1974 en 2006 en het EK voetbal van 1988, 2020 (gespeeld in 2021) en 2024. In het Olympisch Stadion vonden voor Nederland zeer memorabele voetbalwedstrijden plaats. Het Nederlands elftal verloor er in 1974 de WK-finale met 1-2 van West-Duitsland. In 1988 revancheerde Nederland zich er door in de EK-finale de Sovjet-Unie met 2-0 te verslaan.
In het Olympia-Radstadion vonden in 1978 de WK baanwielrennen plaats.
In 2002 vonden de Europese kampioenschappen atletiek plaats in het Olympisch Stadion van München.
München was in 1975, 1983 en 1993 gastheer van het WK ijshockey.

## Media

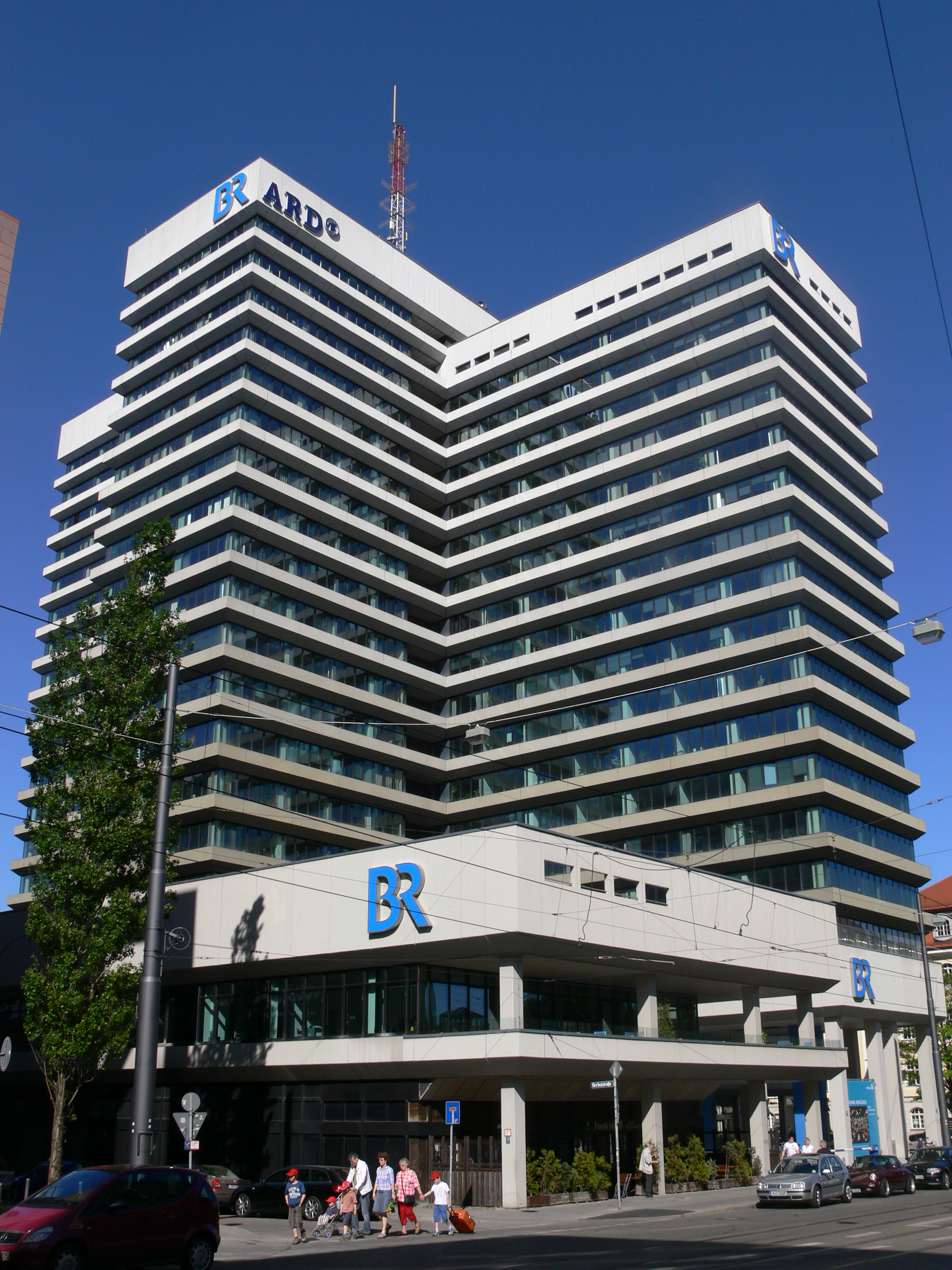
Het gebouw van de Bayerischer Rundfunk

In München verschijnen een landelijk dagblad, drie plaatselijke dagbladen en een plaatselijke editie van de Bildzeitung.
De Süddeutsche Zeitung, een links-liberale kwaliteitskrant, verschijnt sinds 1945. Voor München en omstreken bestaan er plaatselijke edities. Het voornaamste dagblad voor stad en regio is de Münchner Merkur, die sinds 1946 verschijnt. De Münchener Zeitungs-Verlag, die deze conservatieve krant uitgeeft, brengt sinds 1968 ook de boulevardkrant tz uit. Een andere boulevardkrant is de Abendzeitung, die sinds 1948 bestaat.
De Bayerischer Rundfunk (BR), de publieke omroep voor Beieren, is in München gevestigd.

## Transport

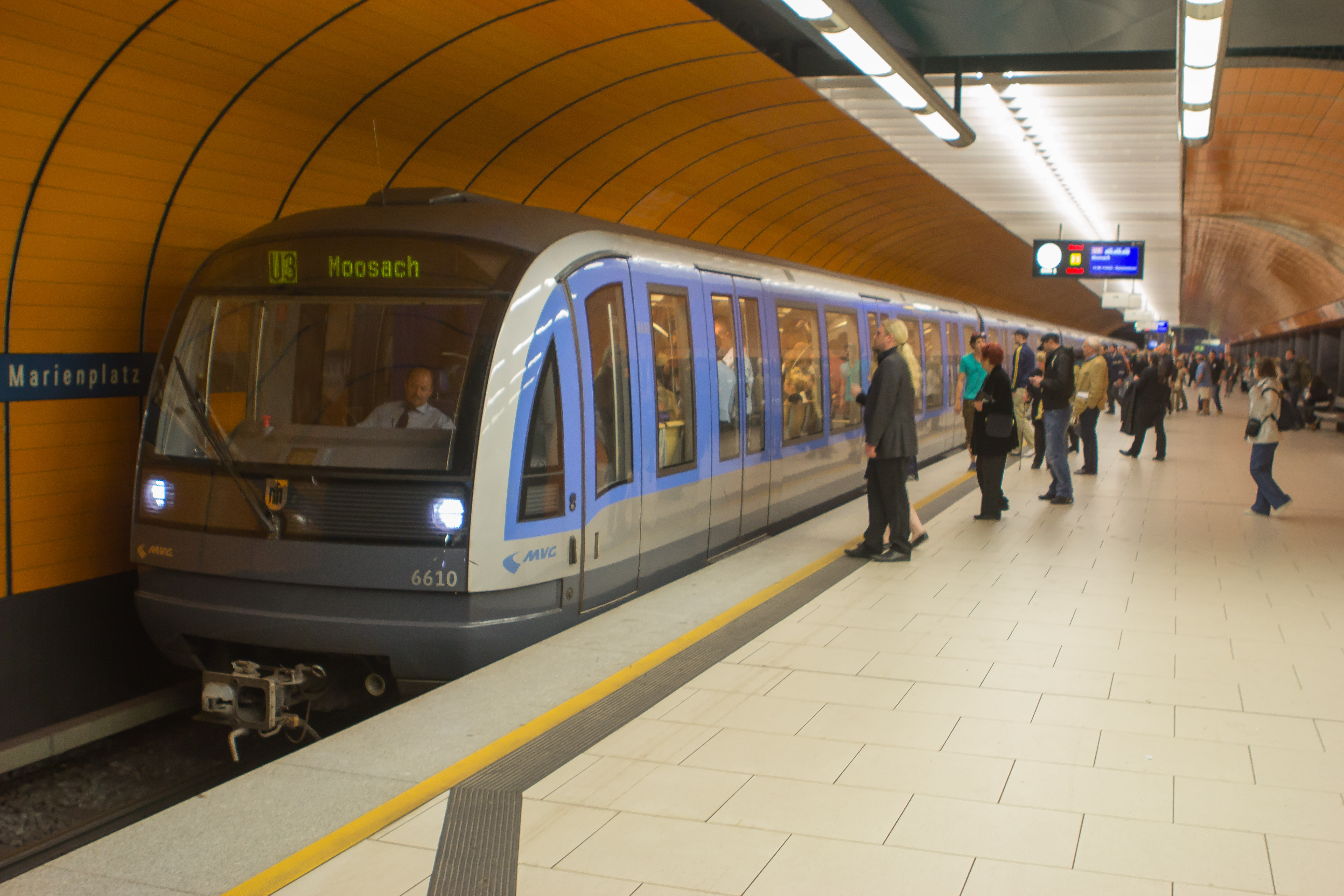
Een van de OV-mogelijkheden in München: de metro.

Naast een uitgebreid netwerk van bussen, kent München uitgebreide mogelijkheden voor railvervoer. Dit zijn de S-Bahn, de metro en de tram. Ook heeft München een eigen vliegveld met in 2018 ruim 46 miljoen passagiers.

## Stedenbanden
- Bordeaux (Frankrijk)
- Verona (Italië)
- Edinburgh (Verenigd Koninkrijk)
- Sapporo (Japan)
- Cincinnati (Verenigde Staten)
- Kiev (Oekraïne)
- Harare (Zimbabwe) (bevroren relatie)

## Galerij

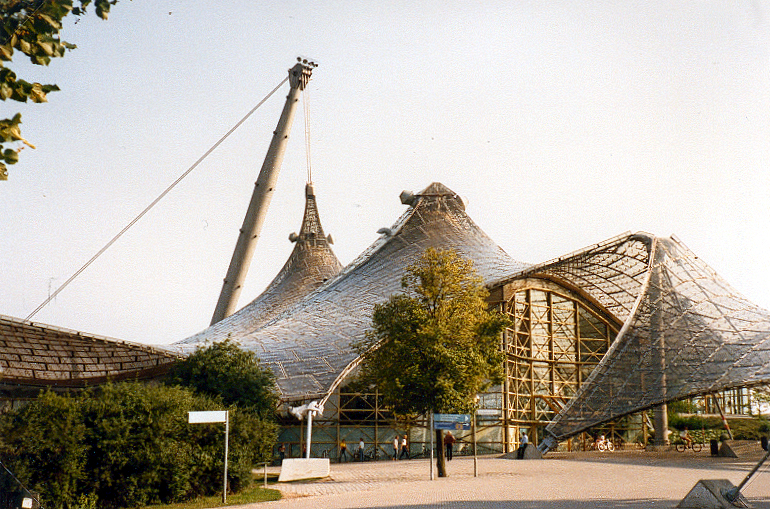
Olympisch park
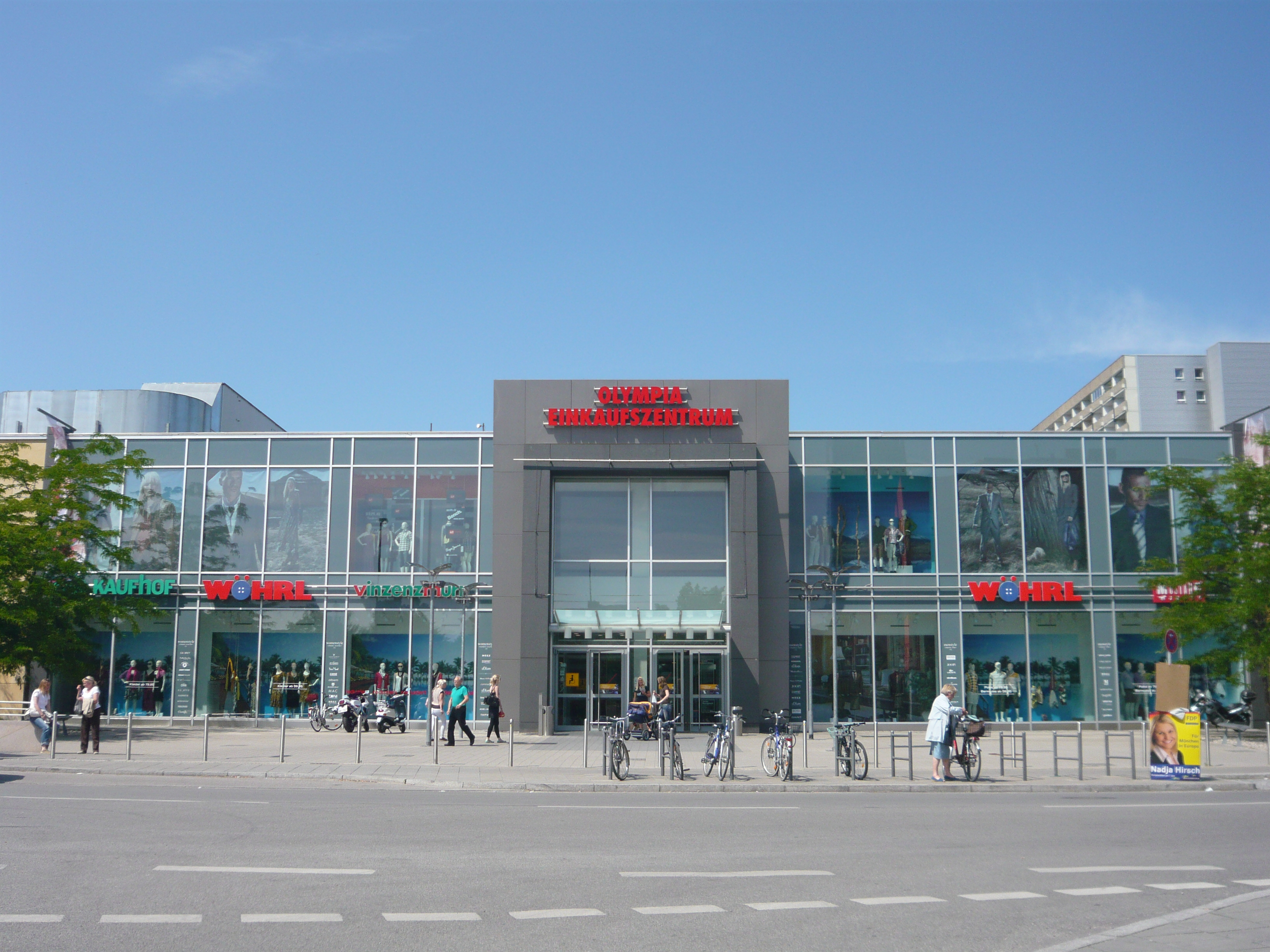
Olympia-Einkaufszentrum (winkelcentrum)
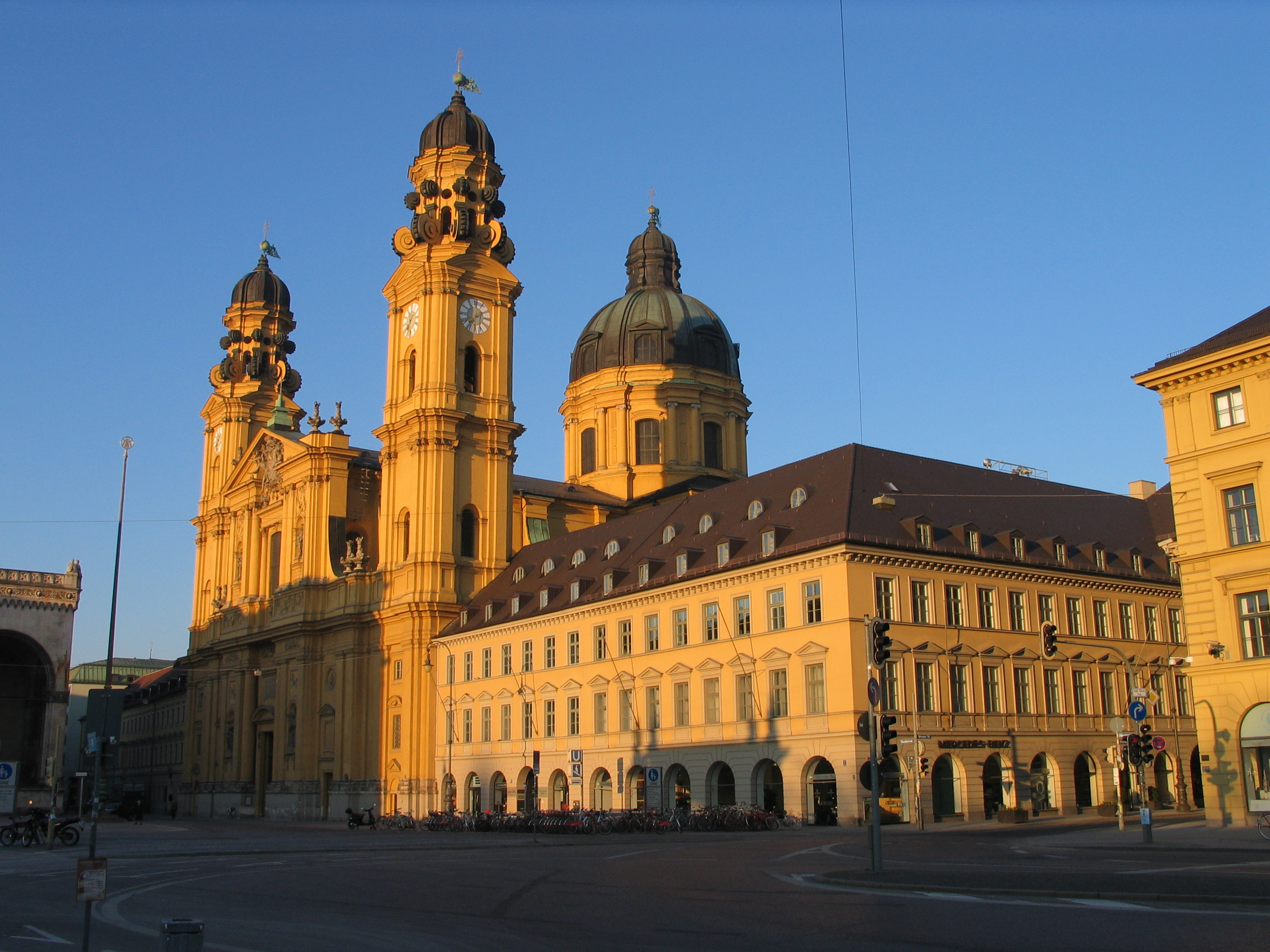
De Theatinerkerk
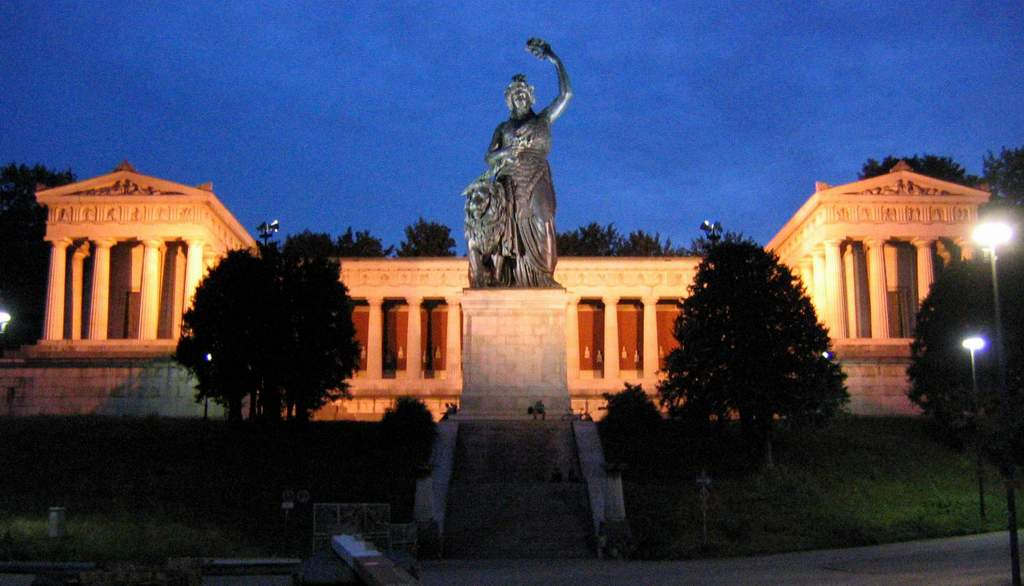
Bavaria-monument
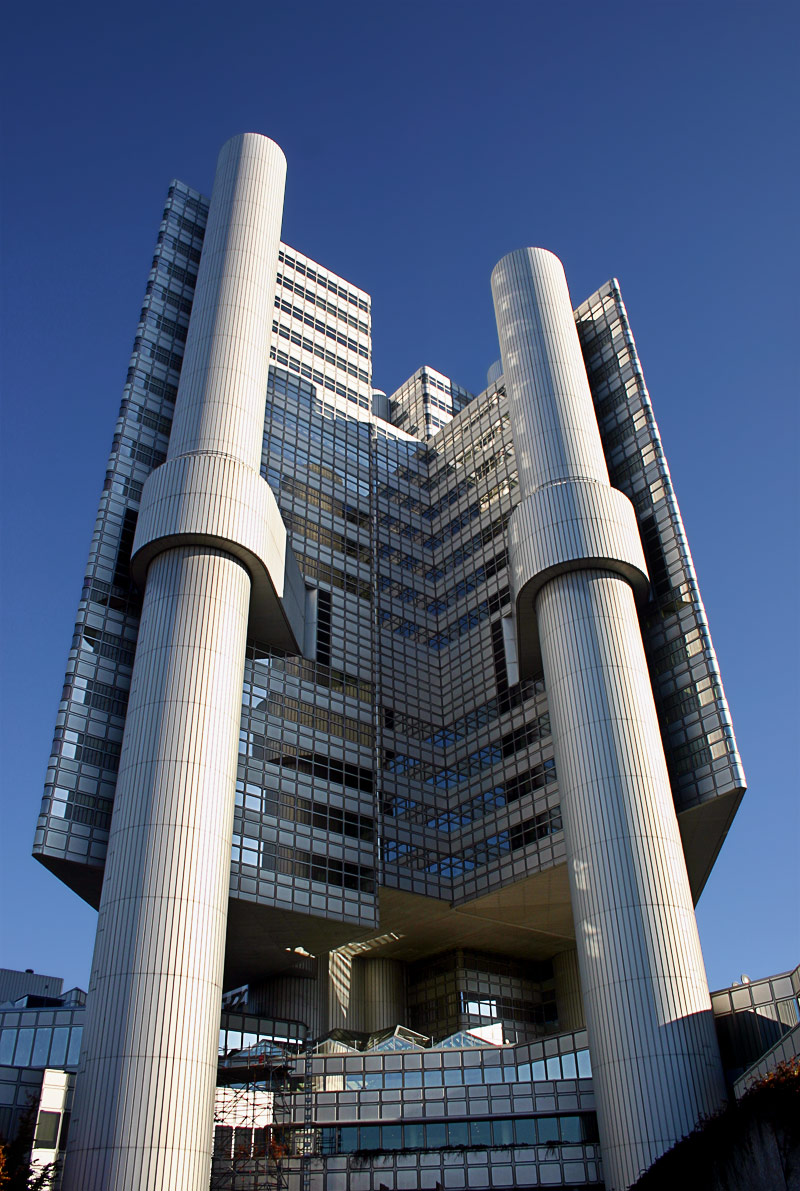
Hypo Haus
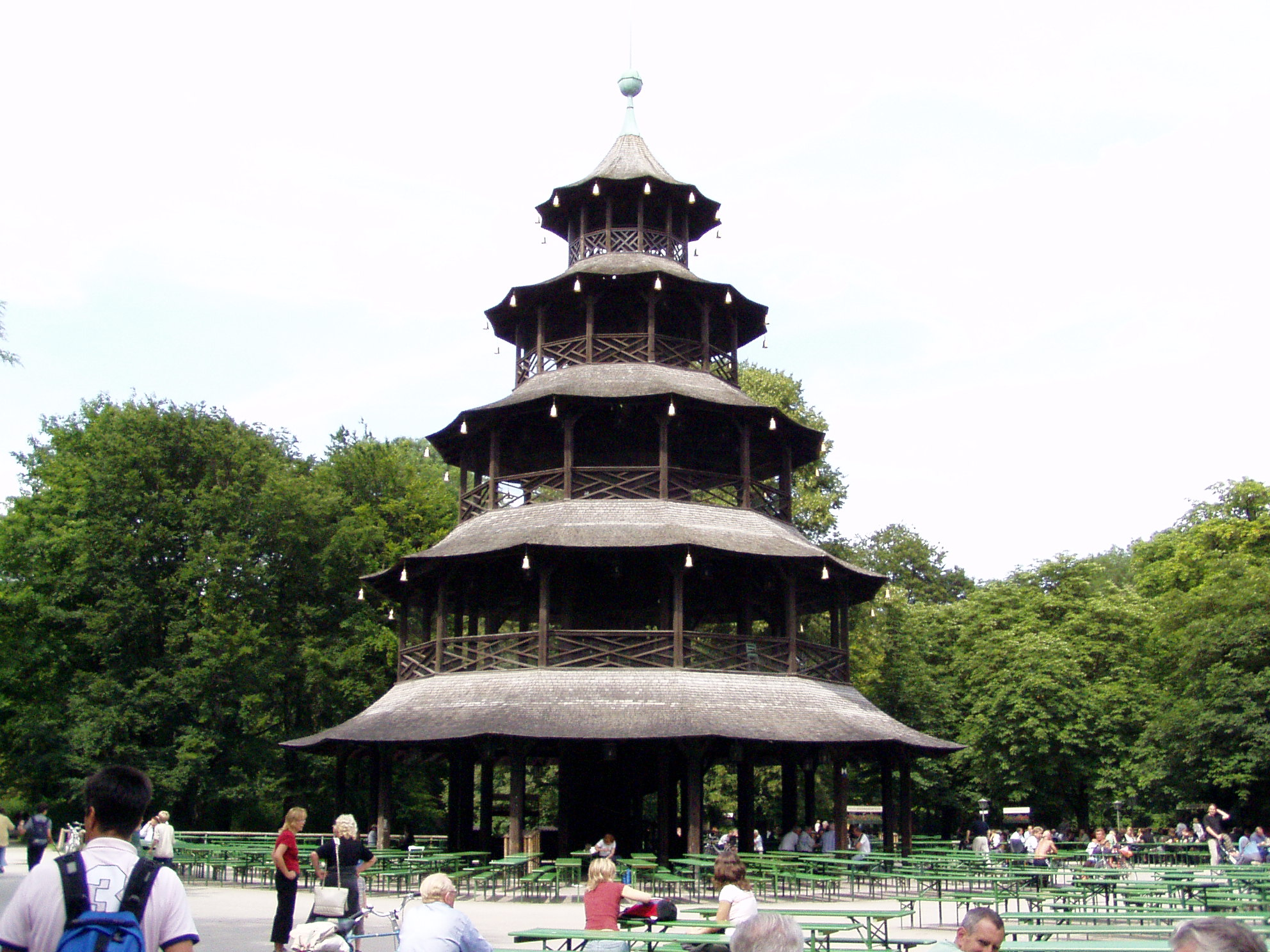
Chinese toren in de Engelse tuin
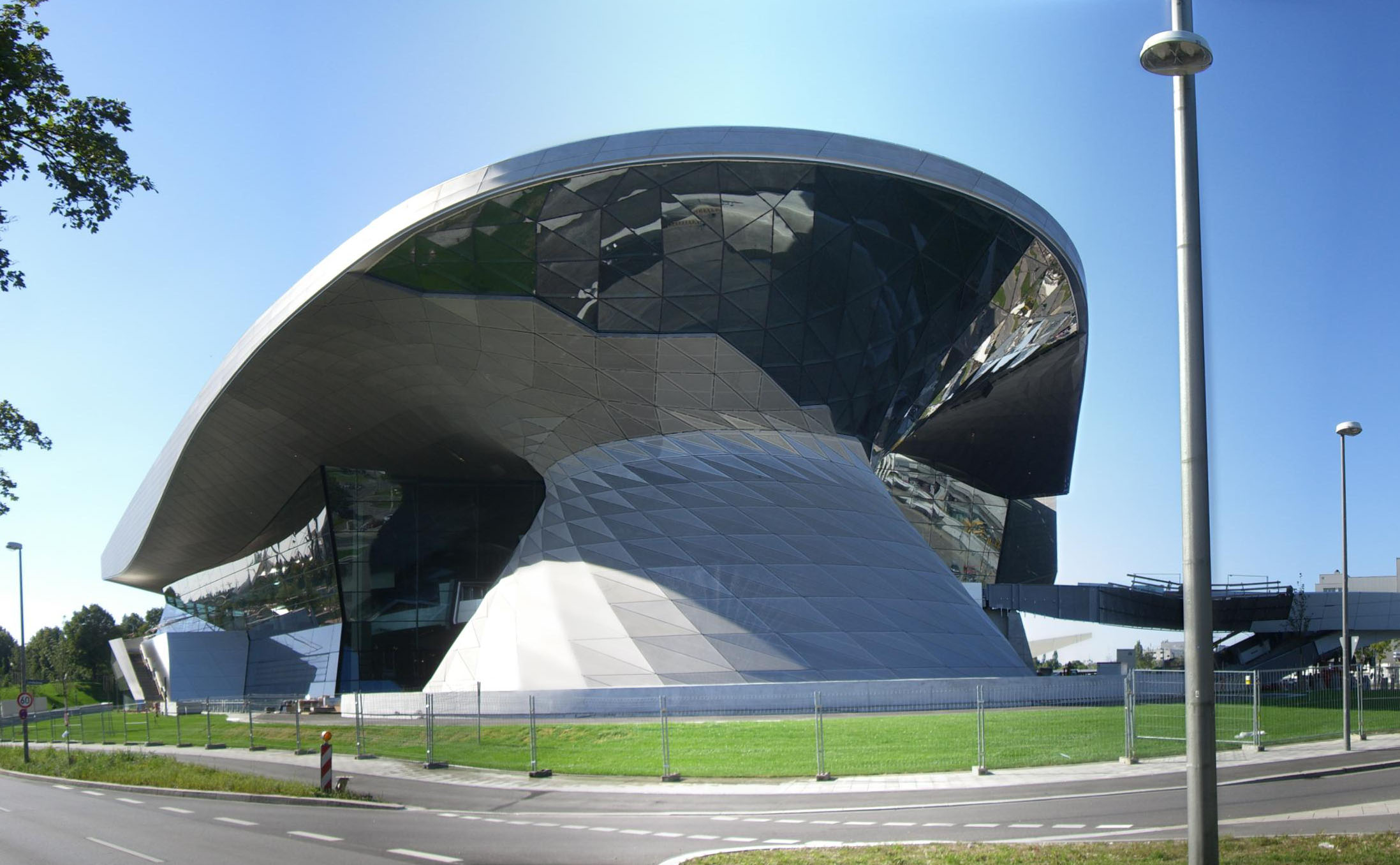
BMW Welt
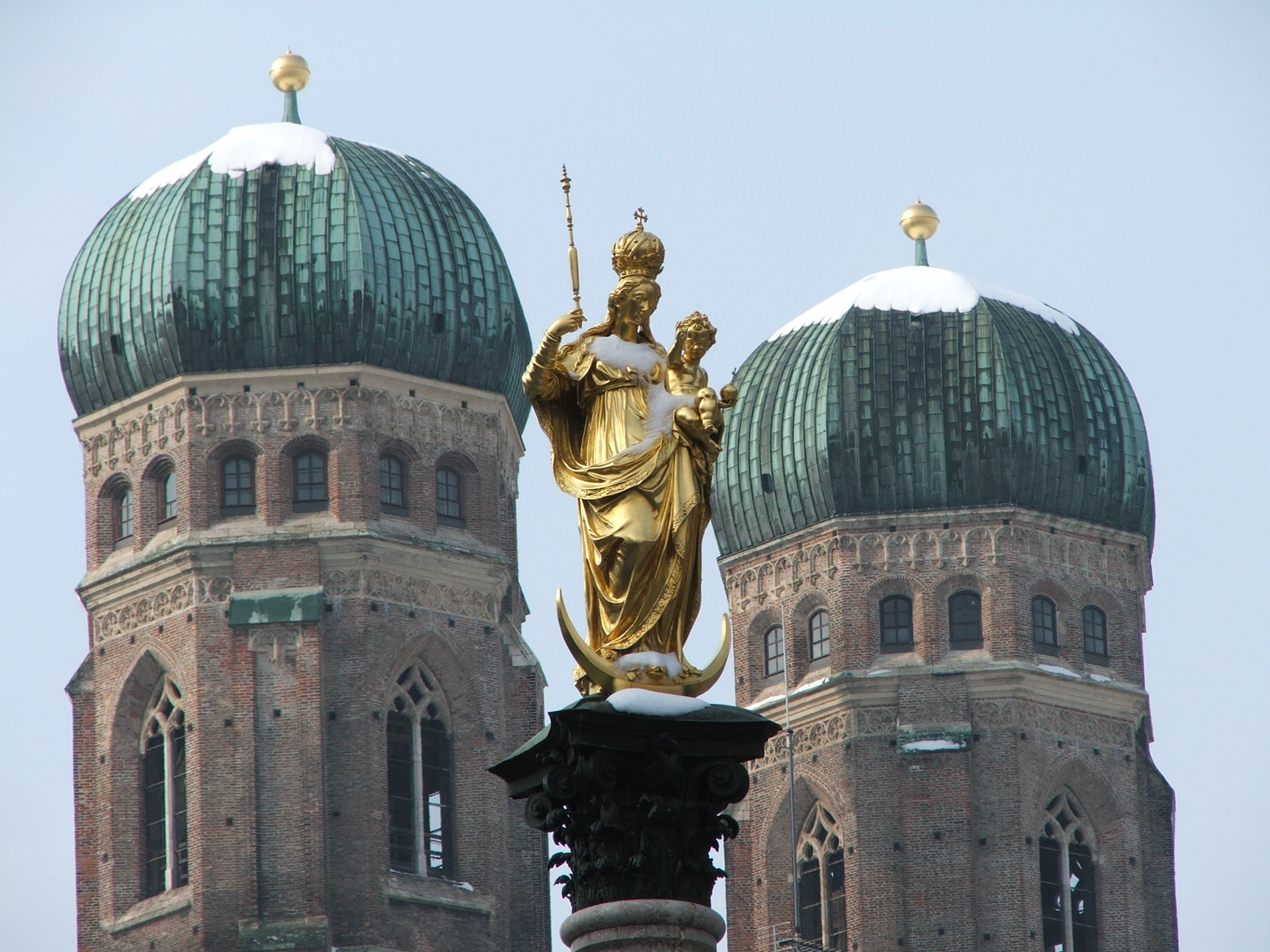
Mariensäule met de torens van de Frauenkirche
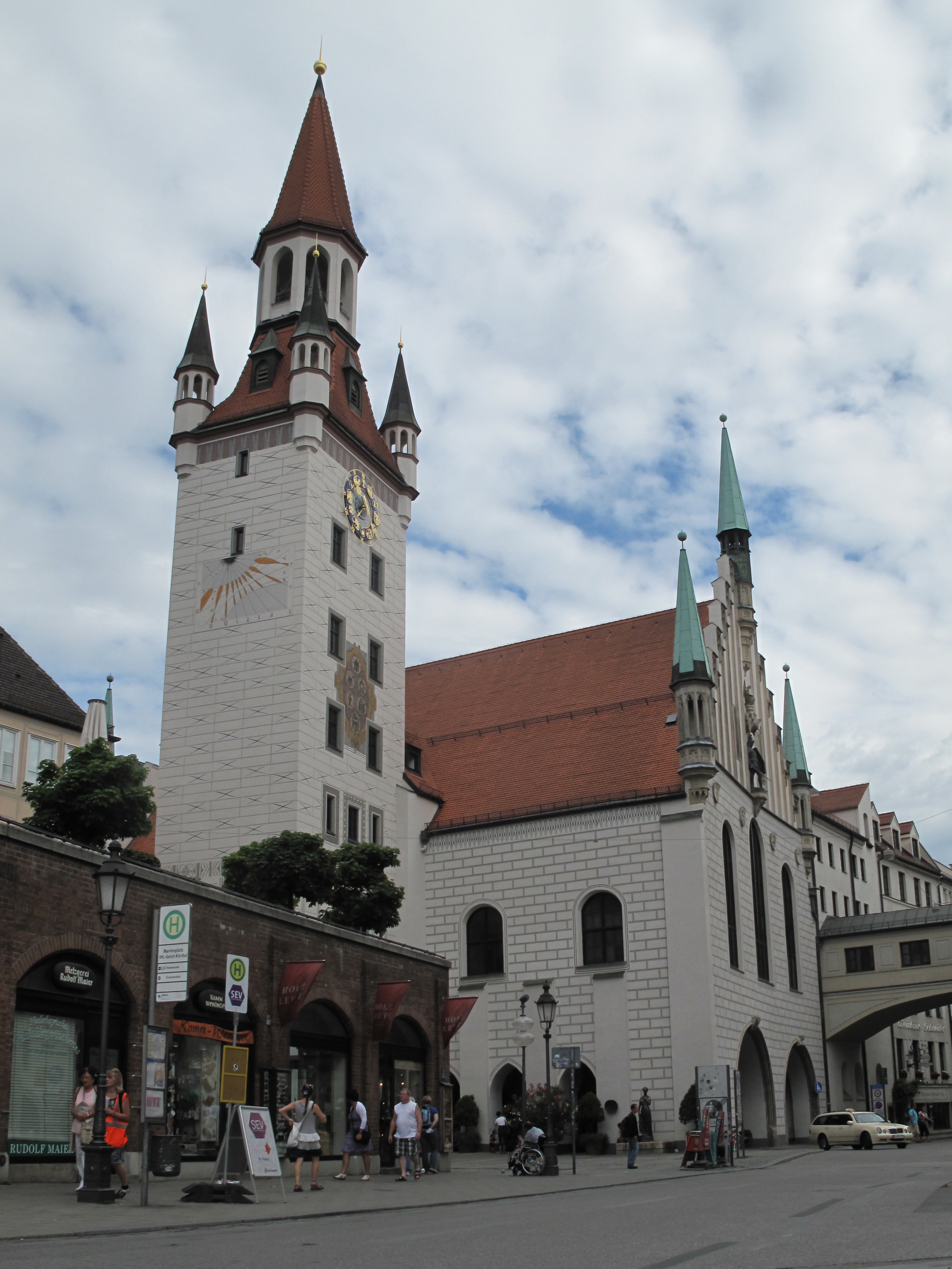
Altes Rathaus
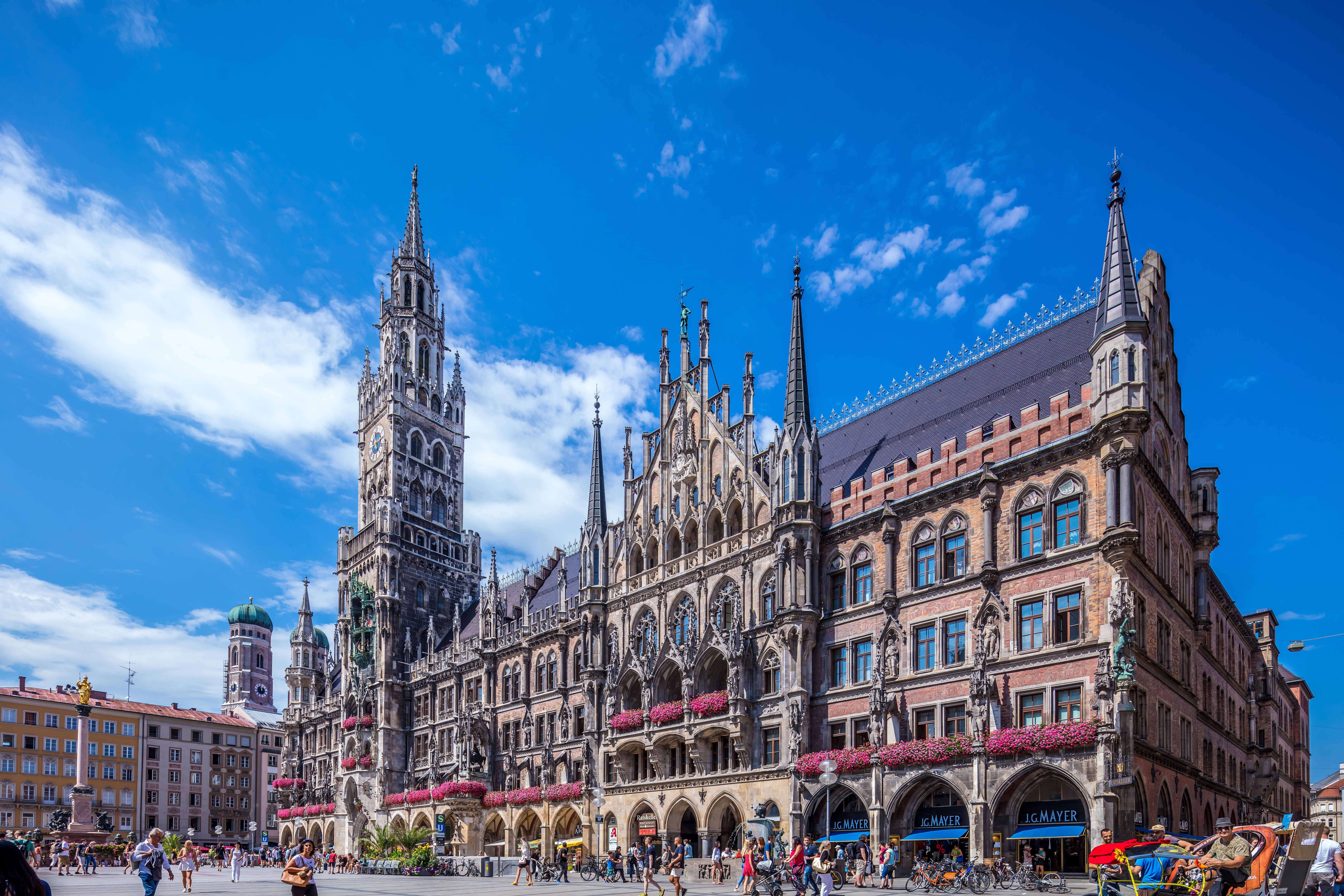
Neues Rathaus (Marienplatz)